# Trichocera pappi
Trichocera pappi är en tvåvingeart som beskrevs av Krzeminska 2003. Trichocera pappi ingår i släktet Trichocera och familjen vintermyggor.
Artens utbredningsområde är Ungern. Inga underarter finns listade i Catalogue of Life.